# Lepthyphantes carlittensis
Lepthyphantes carlittensis är en spindelart som beskrevs av Denis 1952. Lepthyphantes carlittensis ingår i släktet Lepthyphantes och familjen täckvävarspindlar.
Artens utbredningsområde är Frankrike. Inga underarter finns listade i Catalogue of Life.